# Doug McMillon
Doug McMillon, né le 17 octobre 1966 à Jonesboro, dans l'Arkansas, est le CEO de Walmart.

## Biographie

### Famille et formation
Doug McMillon est né et a grandi à Jonesboro, dans l'Arkansas ; il est le fils de Morris et Laura McMillon. Son père était dentiste et a servi lors de la guerre du Vietnam.
Il obtient un baccalauréat universitaire dans le domaine de la comptabilité à l'Université de l'Arkansas en 1989 et une Maîtrise en administration des affaires (MBA) à l'Université de Tulsa en 1991,.
Doug McMillon et sa femme Shelley vivent à Bentonville, en Arkansas et ont deux fils.

### Carrière
En 1984, McMillon commence sa carrière chez Walmart avec un job d'été dans un centre de distribution. En 1990, tout en poursuivant son MBA, il rejoint la société dans un magasin à Tulsa en Oklahoma. Une grande partie de la carrière de McMillon se déroule dans la division merchandising de Walmart, avec une expérience dans l’alimentation, l'habillement et les marchandises générales. Il occupe également divers postes dans le merchandising chez Sam's Club et Wal-Mart international.
De 2006 à 2009, McMillon est CEO de Sam's Club, un segment d'exploitation de Walmart, avec des ventes de plus de 46 milliards de dollars par an au cours de son mandat.
De février 2009 à janvier 2014, McMillon est CEO de Walmart International qui compte plus de 6 300 magasins et plus de 823 000 collaborateurs dans 26 pays en dehors des États-Unis. Durant son mandat, Walmart International augmente ses revenus de plus de 50 milliards de dollars et ouvre près de 3 000 magasins. McMillon supervise les acquisitions dans des marchés tels que la Chine, le Royaume-Uni, le Canada, le Brésil, l'Amérique centrale et la prise de participation majoritaire dans Massmart, un détaillant d'Afrique subsaharienne, afin d’ouvrir le marché africain à l'entreprise.
En novembre 2013, Doug McMillon succède à Michael T. Duke au poste de Président-directeur général (CEO) de Walmart,.
En 2015, il augmente le salaire minimum des employés de Walmart, et réitère l'opération début 2018. En 2016, il annonce un changement de paradigme pour la stratégie de Walmart, qui veut devenir leader devant Amazon dans le marché du commerce en ligne. Dans la course contre Amazon, il mène le rachat pour $3,3 milliards du site de vente en ligne Jet.com. En avril 2015, il prend publiquement la parole pour défendre les droits des personnes lesbiennes, gays, bisexuelles et transgenres. À la suite de la manifestation « Unite the Right » à Charlottesville qui dégénère dans la violence, Doug McMillon prend la parole pour critiquer le manque de réaction du président Donald Trump face aux événements, et se dit engagé pour influencer la politique du pays dans une direction positive.

### Dates clés
- 1984 – Job d'été à un centre de distribution de Walmart[5]
- 1990 – Il commence sa carrière à temps plein en travaillant dans un Walmart à Tulsa, Oklahoma[5]
- 2006–2009 – Président et CEO de Sam's Club[5]
- 2010–2013 – Président et CEO de Walmart International (succédant à Michael T. Duke)[5],[19]
- 2013 – CEO de Walmart (succédant à Michael T. Duke)

### Autres activités
McMillon est un proche de la famille Walton (en) propriétaire de Walmart, et en plus de ses fonctions pour Walmart, il est au conseil consultatif du Sam M. Walton College of Business (en) de l'Université de l'Arkansas, ainsi qu'au conseil d'administration du Crystal Bridges Museum of American Art, parrainé par la famille Walton.

## Rémunération
En 2016, Doug McMillon est rémunéré $22,4 millions pour son poste de PDG de Walmart, une augmentation de x2,6 par rapport à l'année précédente.